# Postgender
Postgender oder Postgenderismus (von lateinisch post „hinter, nach“, und englisch gender „soziales Geschlecht“) bezeichnet ein sozialpolitisches Konzept, das sich für die Überwindung der binären Geschlechterordnung einsetzt. Die dekonstruktive Ausrichtung des Postgenderismus richtet sich insgesamt gegen das Konzept des Geschlechts.

## Dekonstruktive Ansätze
Als Grundlage der Postgender-Bewegung wird vielfach das Cyborg-Manifest der amerikanischen Biologin und Philosophin Donna Haraway aus dem Jahr 1985 angesehen, jedoch hatten auch der Transhumanismus, Androgynie, Metrosexualität, die Schriften von Michel Foucault und Judith Butler, Poststrukturalismus, Diskursanalyse und vor allem die Queer-Theorie und Queer Studies erheblichen Einfluss auf die Theoriebildung. Ausformuliert wurde der Postgenderismus erstmals 2008 von George Dvorsky und James Hughes, unter Berufung auf  Judith Butler, Sandra Bem, Kate Bornstein, Martine Rothblatt, Leslie Feinberg und Keri Hulme.

„Die Postgender-Bewegung bedient sich des dekonstruktivistischen Ansatzes, indem sie die Auflösung der Geschlechterkategorien fordert. Ebenso sollen die damit einhergehenden Machtstrukturen aufgegeben werden.“

„Bieten die optimistischen Prognosen der Technikeuphorie mit ihrem Wunsch nach Überschreitung der Natur Möglichkeiten uneindeutiger Geschlechtsmarkierungen im Cyberspace (gender swapping) und lassen sie scheinbar verfestigte Dichotomien wie Natur vs. Kultur, Mensch vs. Maschine, Realität vs. Virtualität etc. implodieren, so birgt dies, aller Faszination zum Trotz, auch die Gefahr einer Verstetigung von Herrschaftsstrukturen im Wege über die manipulative Verwischung nach wie vor bestehender Differenzen.“

## Gesetzliche Maßnahmen
1995 publizierte Martine Rothblatt Apartheid of Sex, ein Plädoyer zur Abschaffung der staatlichen Geschlechtsbestimmung. Sie stellt in den Raum, dass Geschlechternormen (Geschlechterordnungen) weder auf Genetik, Genitalien oder Reproduktion beruhten, sondern ausschließlich auf patriarchalen Strukturen, die in moderner Gesetzgebung unverändert vorherrschten. Sie forderte zugleich Akzeptanz menschlicher Sexualität in ihrer prismenförmigen Vielschichtigkeit. 1996 erinnerte Leslie Feinberg an all jene Geschlechtsdevianten, die wie Jeanne d’Arc auf dem Scheiterhaufen endeten oder wie die Aktivisten der Stonewall-Unruhen Freiheit und Leben riskierten – und untermauerte damit Rothblatts Forderung.
Eine Forderung der Postgender-Bewegung ist, den „Zwang zum geschlechtseindeutigen Vornamen“ abzuschaffen.

## Kritik am Postgender-Ansatz
Kritisch betrachtet wird vor allem am Postgender-Ansatz, dass er durch das Ignorieren von Unterschieden die Diskriminierung aufheben will. Antje Schrupp formulierte im Jahr 2010 Fünfzehn Thesen zu Feminismus und Post-Gender, in denen sie vor allem die „Sich-zur-Normsetzung des Männlichen“ problematisiert (These 1). In These 4 schreibt sie:

„Die Betonung von biologistischen Klischees über Frausein und Mannsein wurde ideengeschichtlich erst bedeutsam, als diese Hierarchisierung der Geschlechter mit der Aufklärung und ihrem Postulat von der Gleichheit aller Menschen in Legitimationsschwierigkeiten kam. Die Überwindung dieser Geschlechterklischees (‚post-gender‘) garantiert deshalb noch nicht die Freiheit aller Menschen und speziell nicht die Freiheit der Frauen. Post-Gender-Denken kann auch genau das Gegenteil bewirken, nämlich die erneute Behauptung des ‚Unwichtigseins‘ von Frauen.“

In These 9 ergänzt sie diese Kritik:

„Diese Ungleichheiten allein auf individuelle Unterschiede zurückzuführen, wie es unter dem ‚Post-Gender‘-Begriff versucht wird, beinhaltet nicht nur die Gefahr, die prägende Kraft von Konventionen und gesellschaftlichen Normierungen zu ignorieren. Sie beinhaltet vor allem die Gefahr, die Normsetzung des Männlichen quasi durch die Hintertür wieder einzuführen. Männlichkeit und der ‚geschlechtsneutrale Mensch‘ sind historisch eins. Männlichkeit hat sich nie als einheitlich, sondern schon immer als vielfältig verstanden. ‚Einheitlich‘ im Sinne von Stereotypen wurden immer nur die ‚anderen‘, speziell die Frauen, definiert.“